# Liste des membres britanno-colombiens de l'Ordre du Canada
Pour un article plus général, voir Ordre du Canada.